# سین (سری ون گوگ)

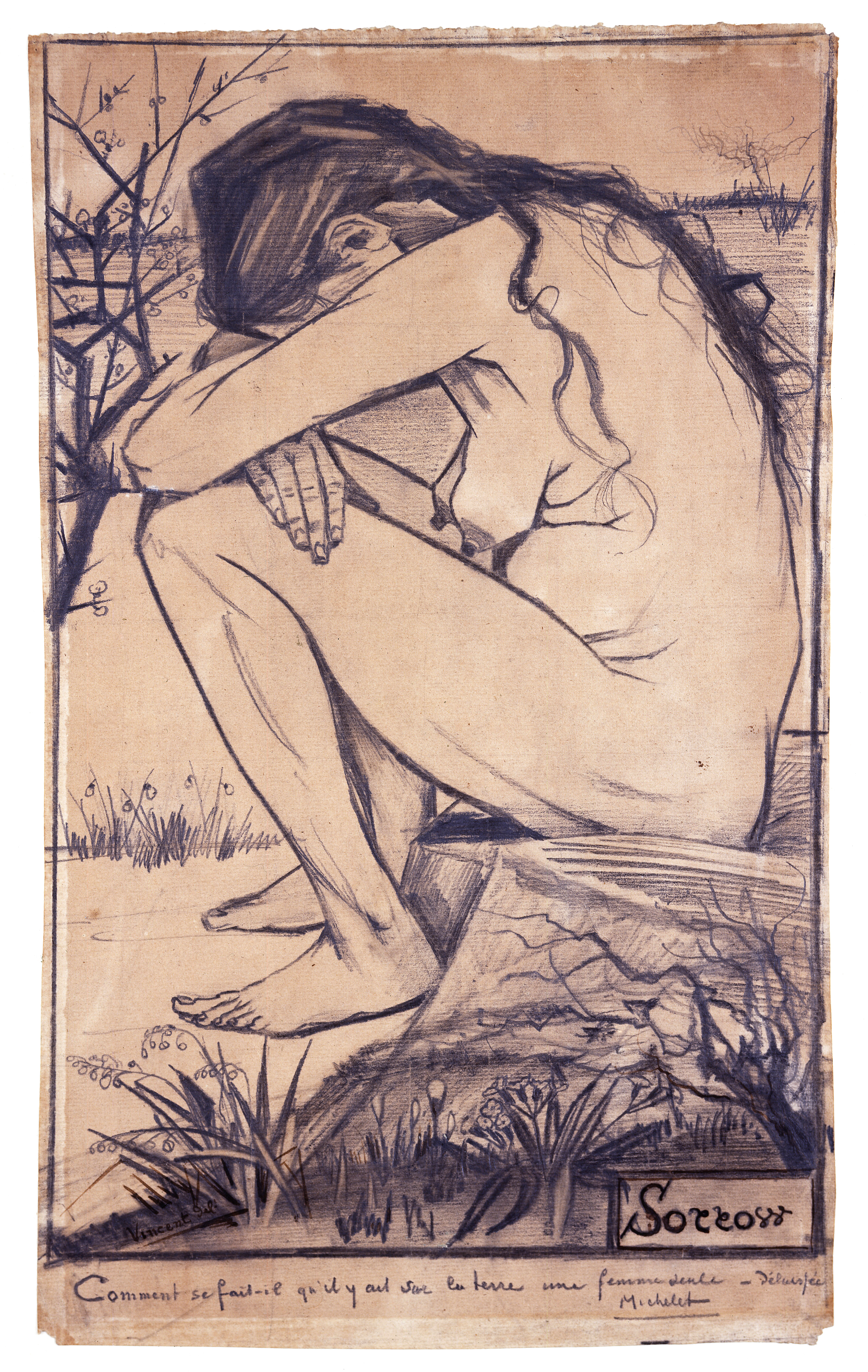
سین در نقاشی غم

سیِن (هلندی: Sien؛ ۱۸۵۰–۱۹۰۴) نام یکی از معشوقه‌های ون گوگ بود که ون گوگ چندین نقاشی از وی کشید که معروفترین آن غم است. سین اکثر عمر خود را در لاهه گذراند و زمانی که با ون گوگ آشنا شد، فاحشه‌ای باردار بود. ون گوگ از وی به عنوان مدل استفاده کرد و بعدتر سین و فرزندش را به خانه خود آورد و نقاشی‌های دیگری از سین و فرزندش کشید که بیانگر سختی‌های زندگی فقیرانه هستند. این رابطه با مخالفت خانواده و آشنایان ون گوگ روبه‌رو شد اگرچه برادرش تئودوروس ون گوگ حمایتش را از ون گوگ دریغ نکرد. اما این موضوع بدون شک به جدایی از آنتون ماوه کمک فراوانی کرد. ماوه کسی بود که ون گوگ را به نقاشی آشنا کرد و وی را کمک مالی می‌نمود. بعدتر برادرش ون گوگ را متقاعد کرد که سین را ترک کند و وی در سال ۱۸۸۳ به درنته رفت تا نقاشی را آنجا ادامه دهد.

## کارها

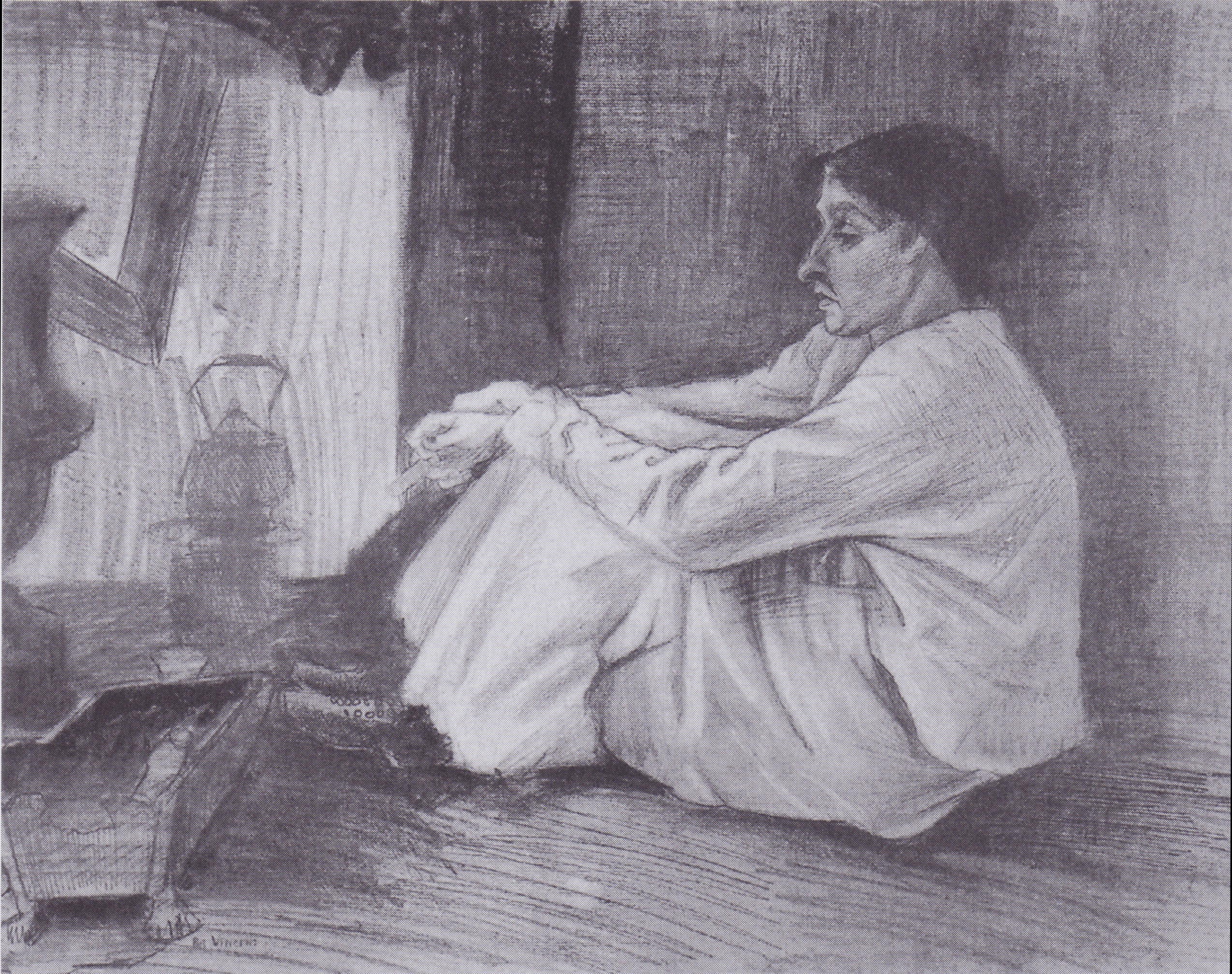
۱۸۸۲, موزه کرولر-مولر (F898, JH141)
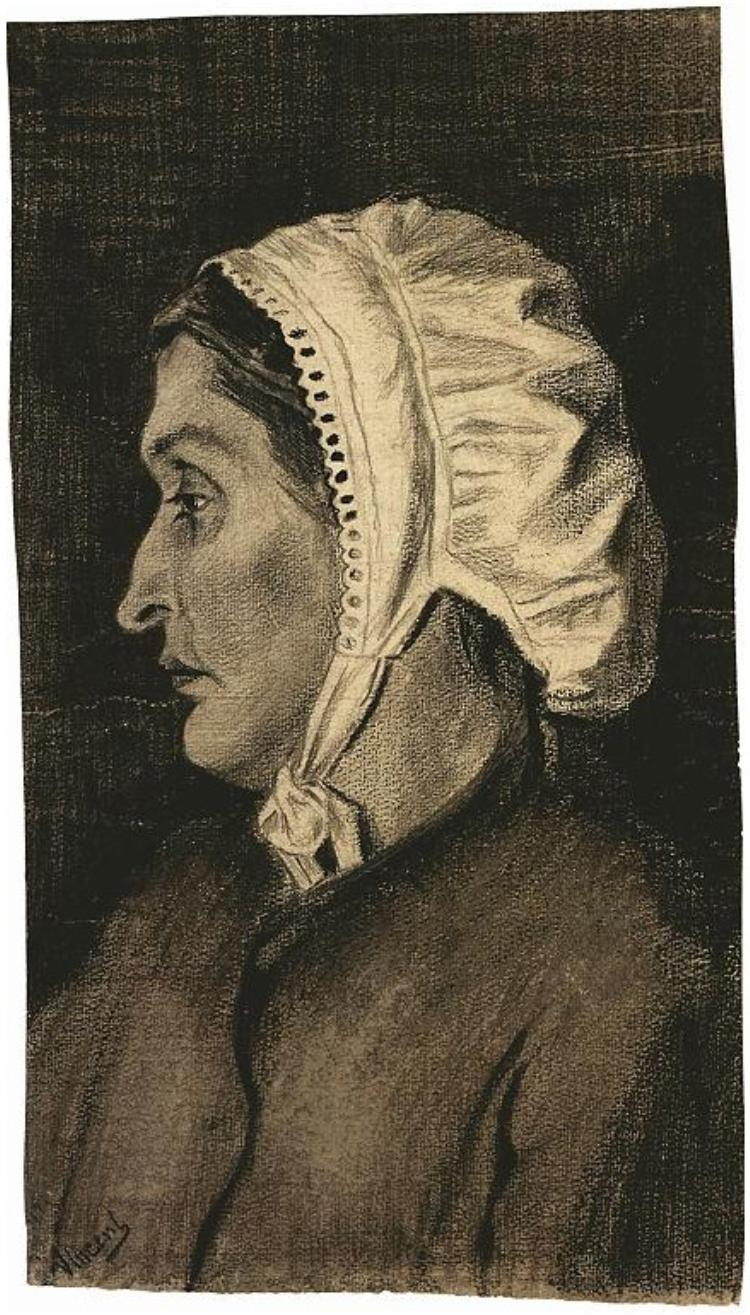
۱۸۸۲، موزه ون گوگ(F931, JH291)
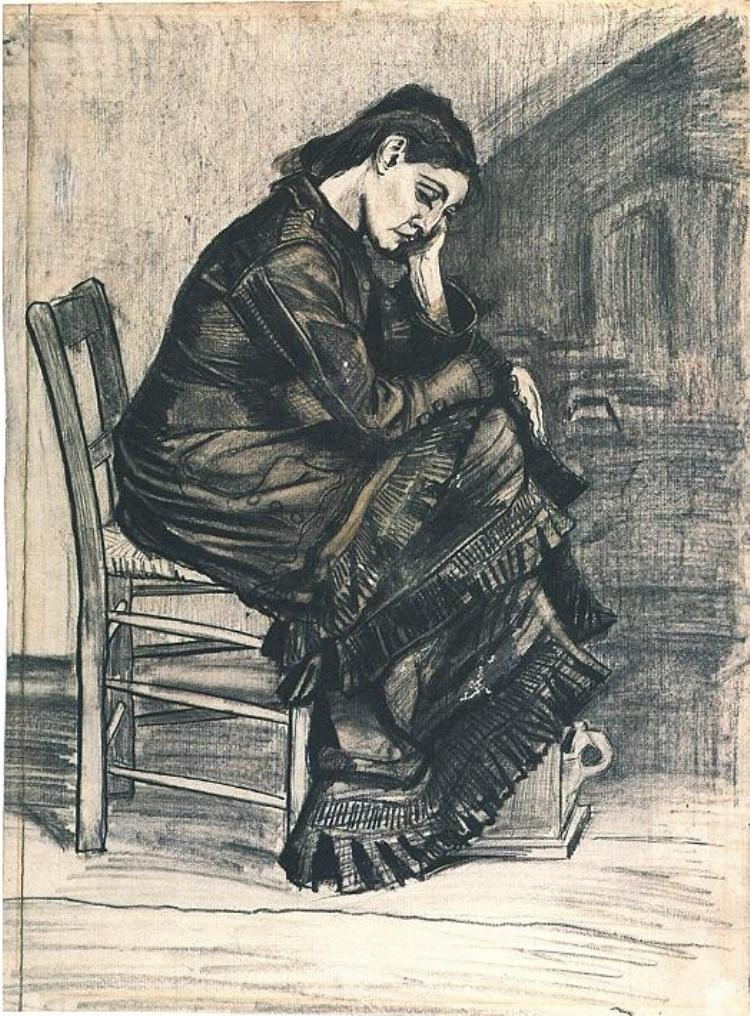
۱۸۸۲، موزه کرولر-مولر(F935, JH143)
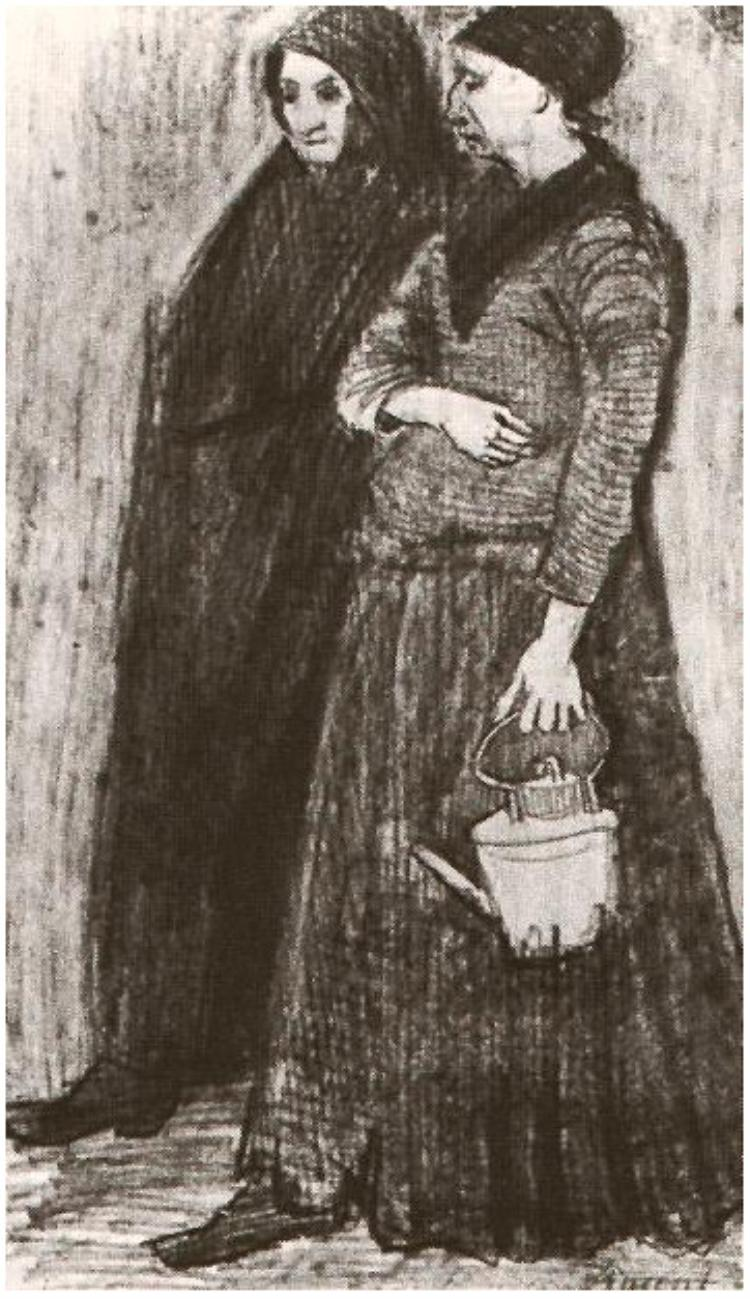
۱۸۸۲، کلکسیون شخصی(F988a, JH148)
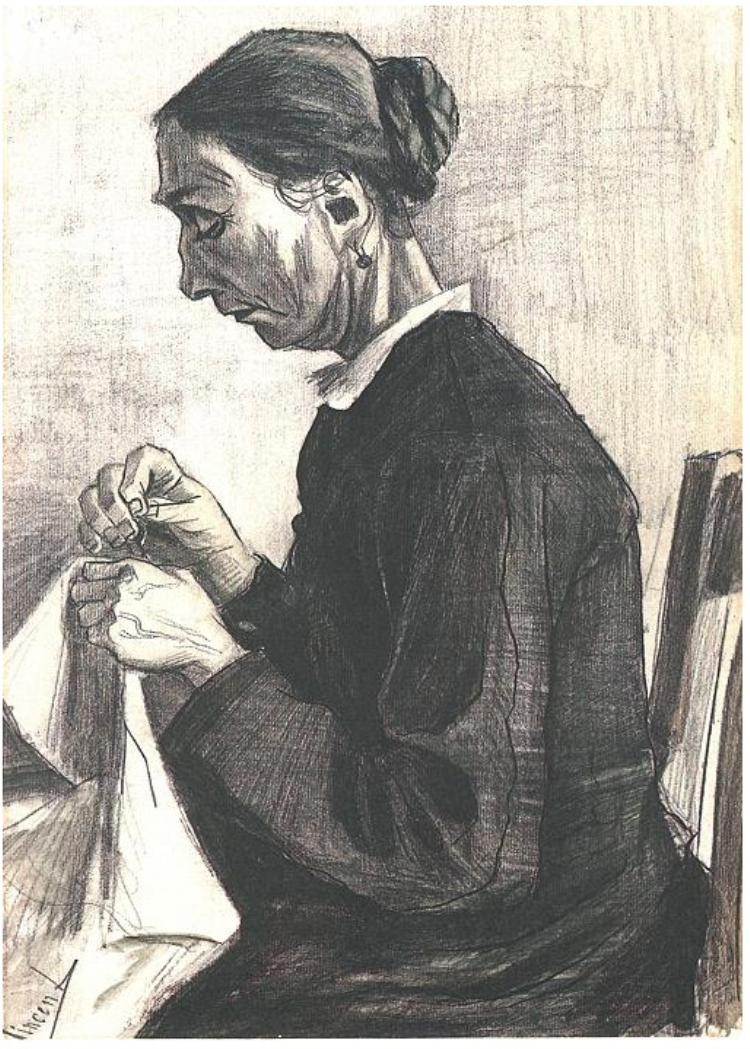
1883, موزه بویمانس فان بنینگن (F1025, JH346)
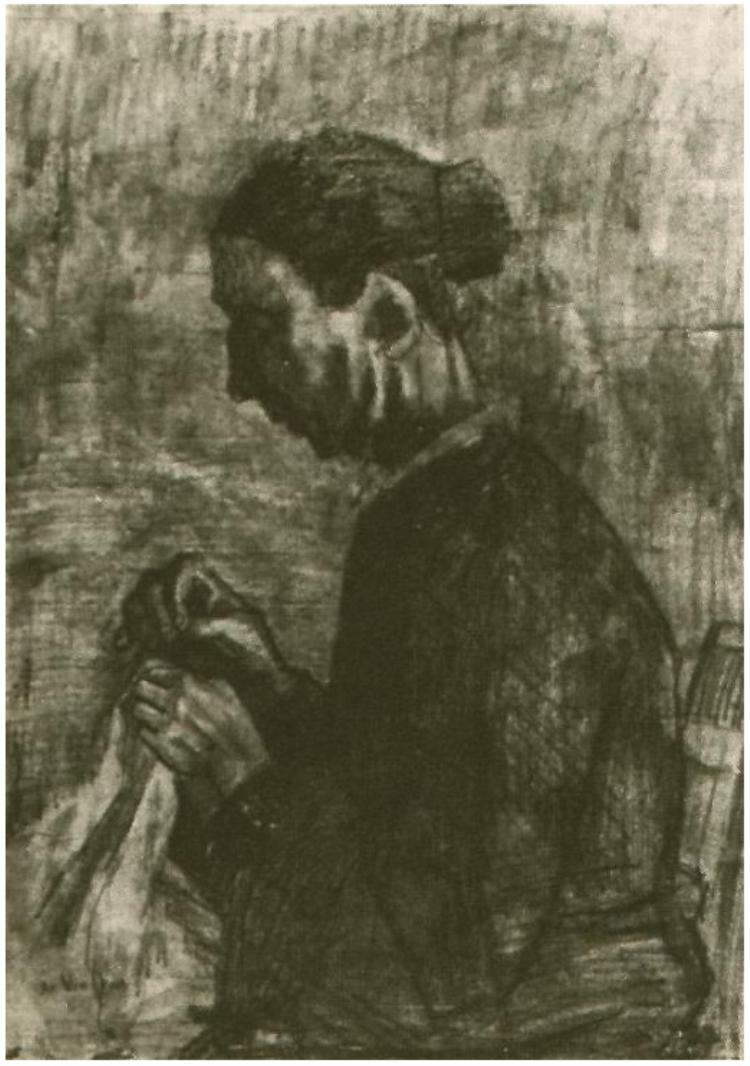
1883, موزه کرولر-مولر (F1026, JH347)
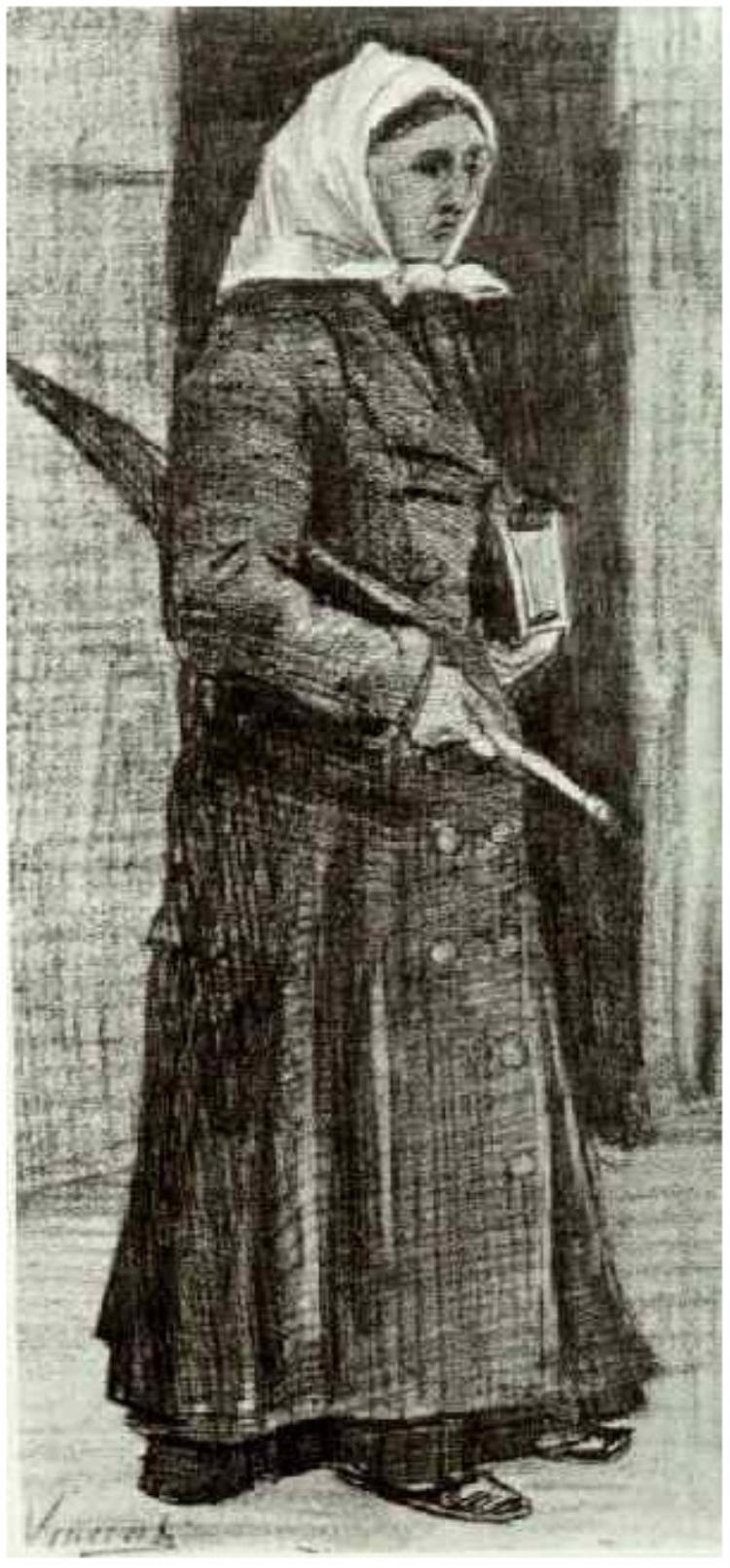
۱۸۸۲، (F1052, JH101).
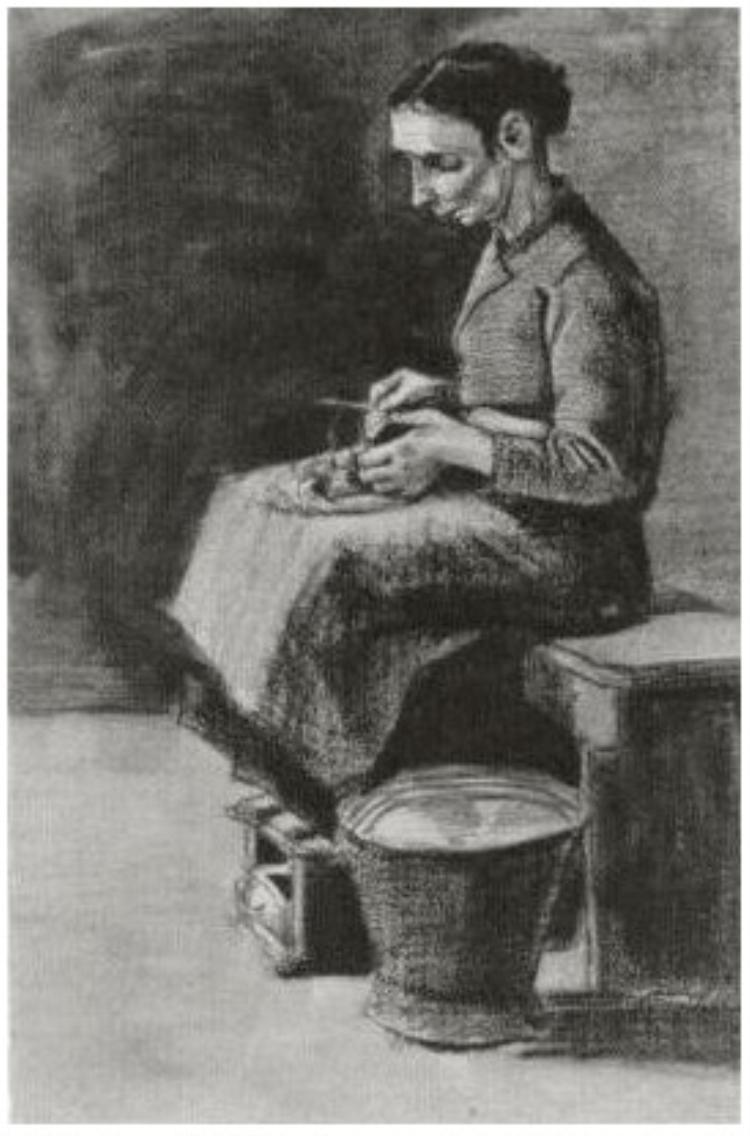
1883(F1053a, JH358)

### سین و نوزادش ویلهم

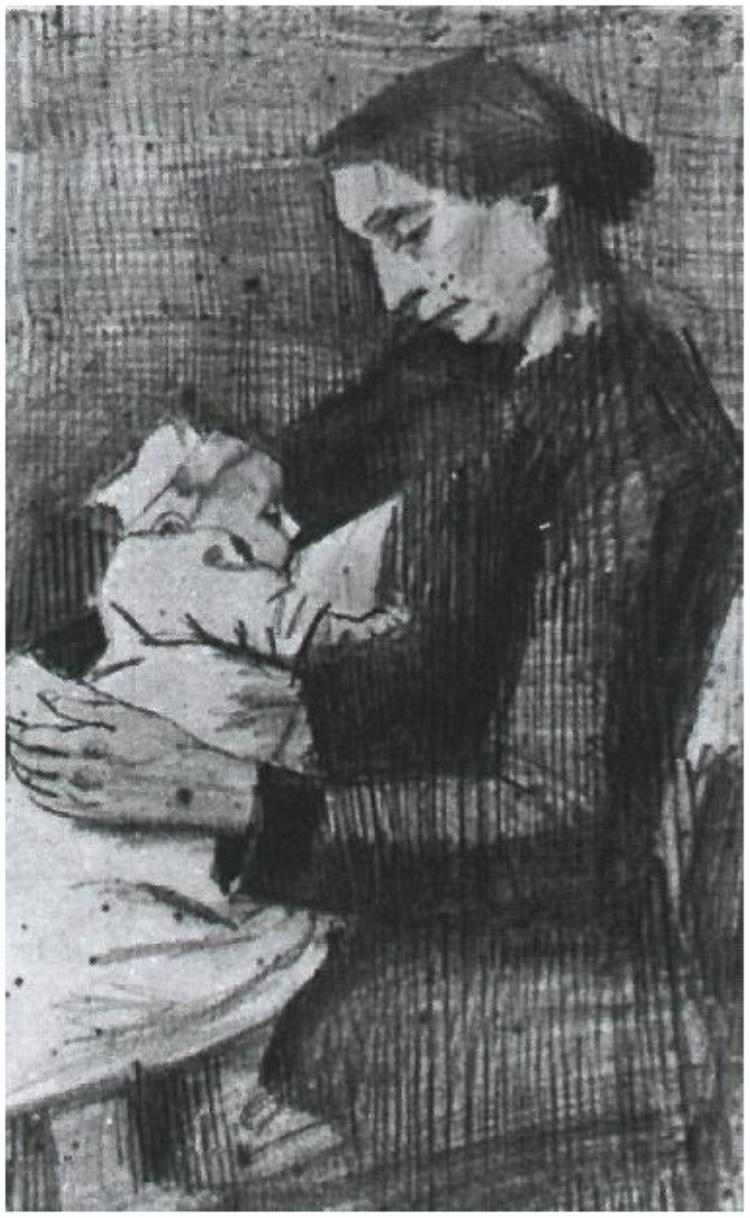
۱۸۸۲، موزه کرولر-مولر (F1062)
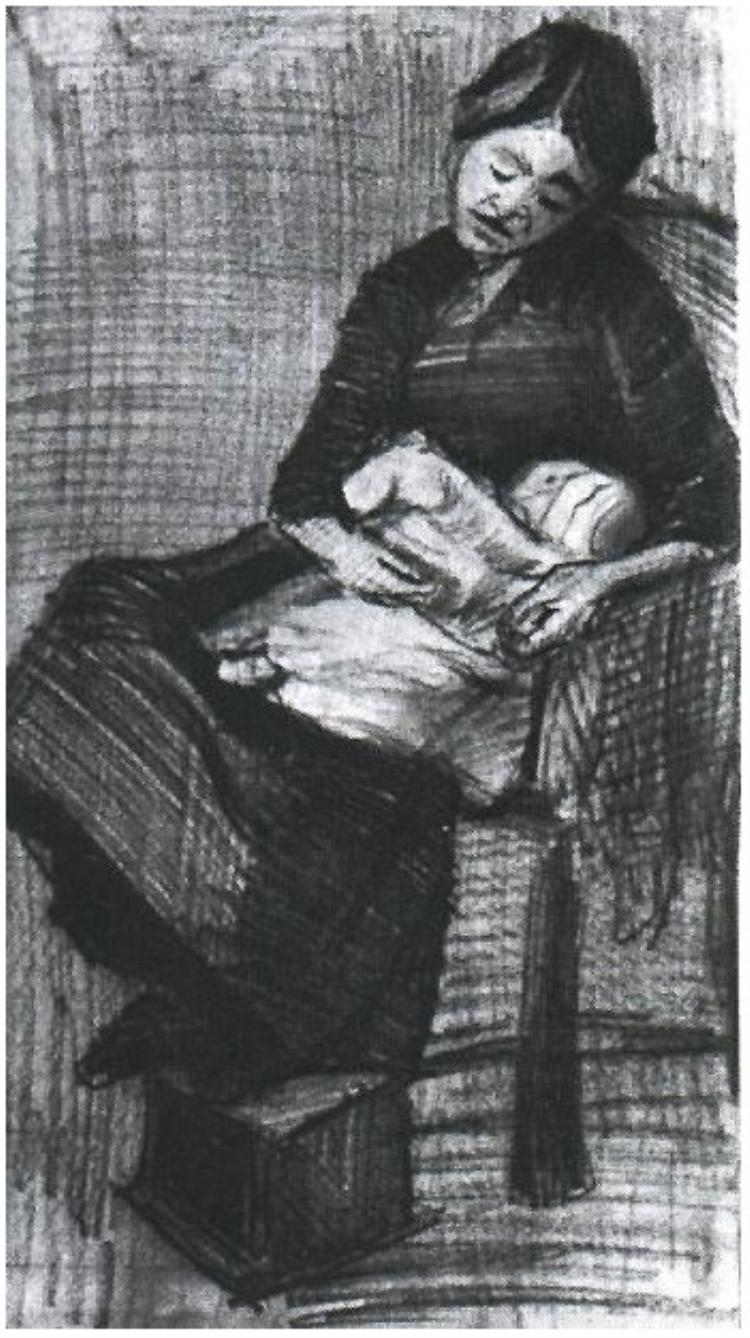
۱۸۸۲، موزه کرولر-مولر (F1063)
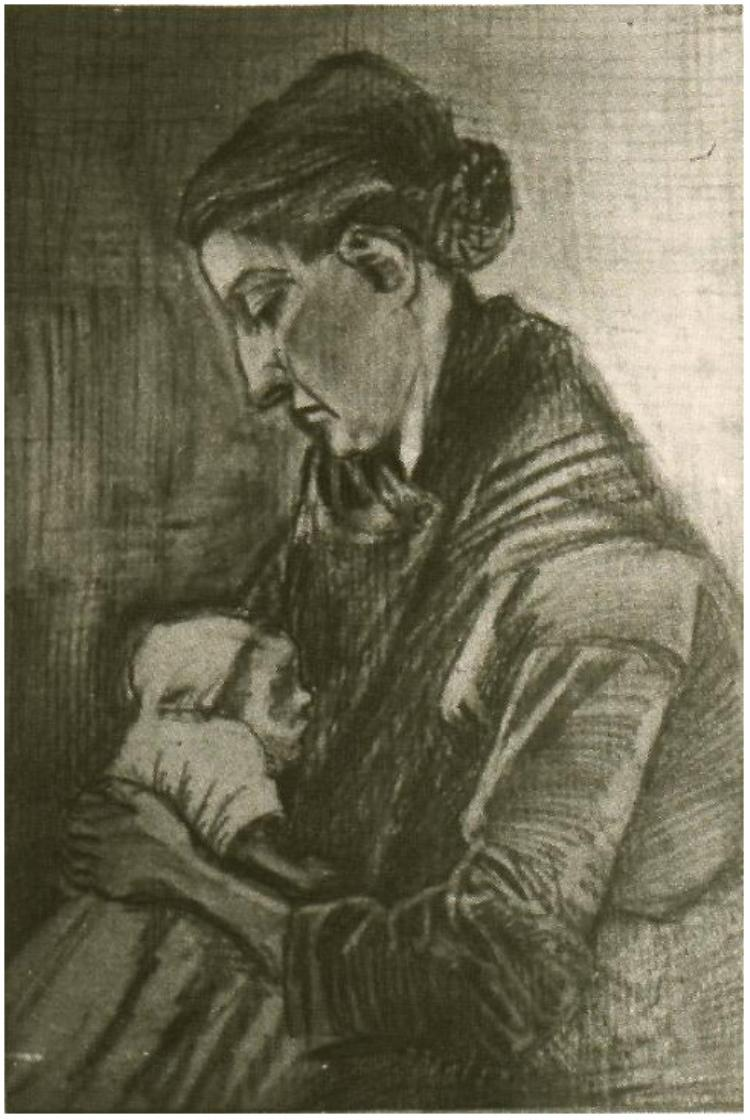
(F1064)
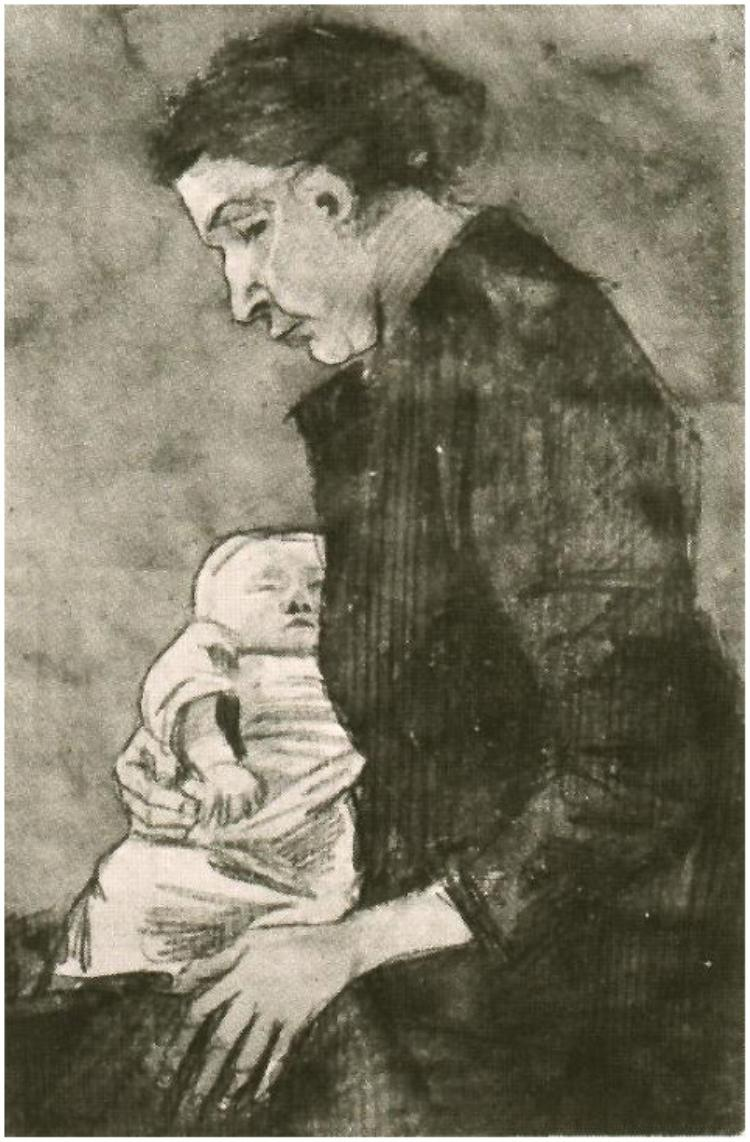
۱۸۸۲، (F1065)
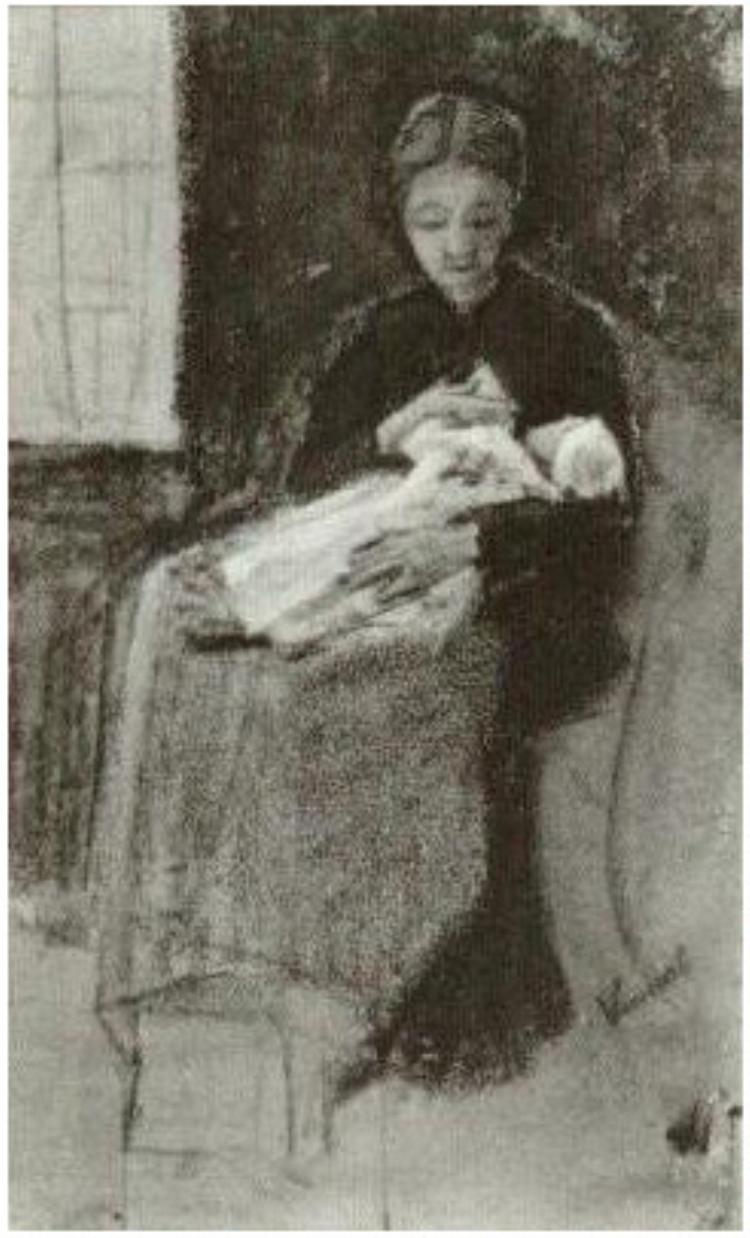
۱۸۸۲،(F1068)
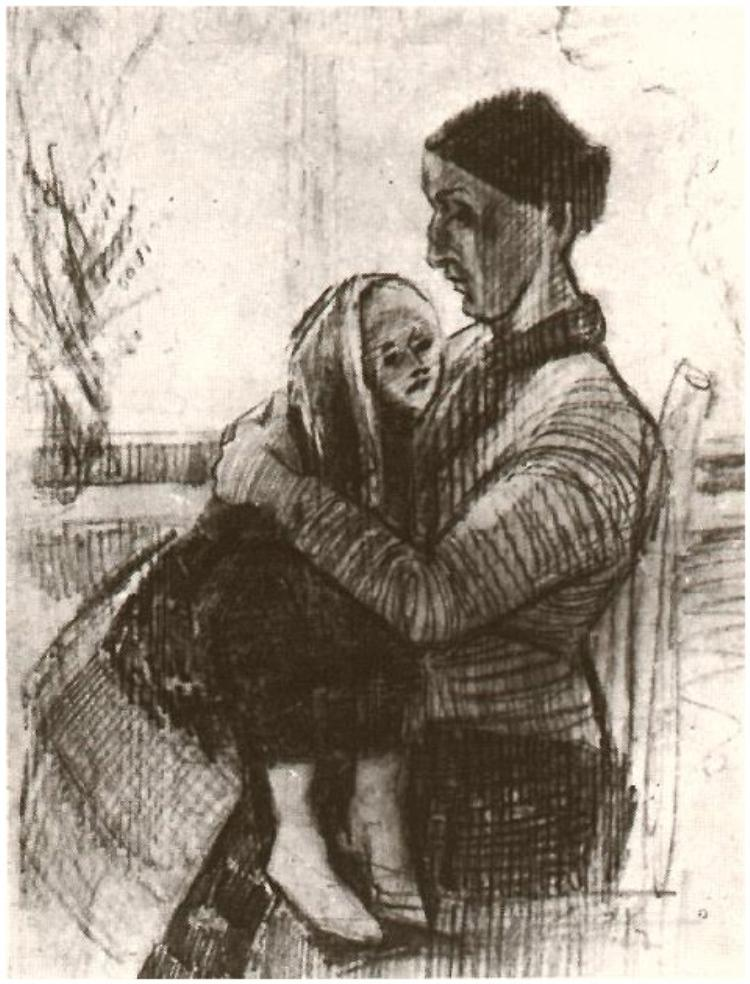
۱۸۸۲، موزه کرولر-مولر، (F1071)
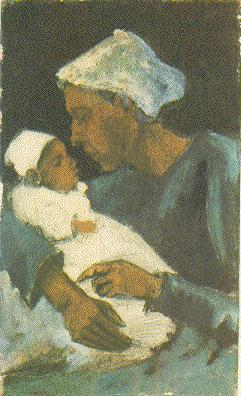
۱۸۸۲ (F1061)

### دختر سین، ماریا

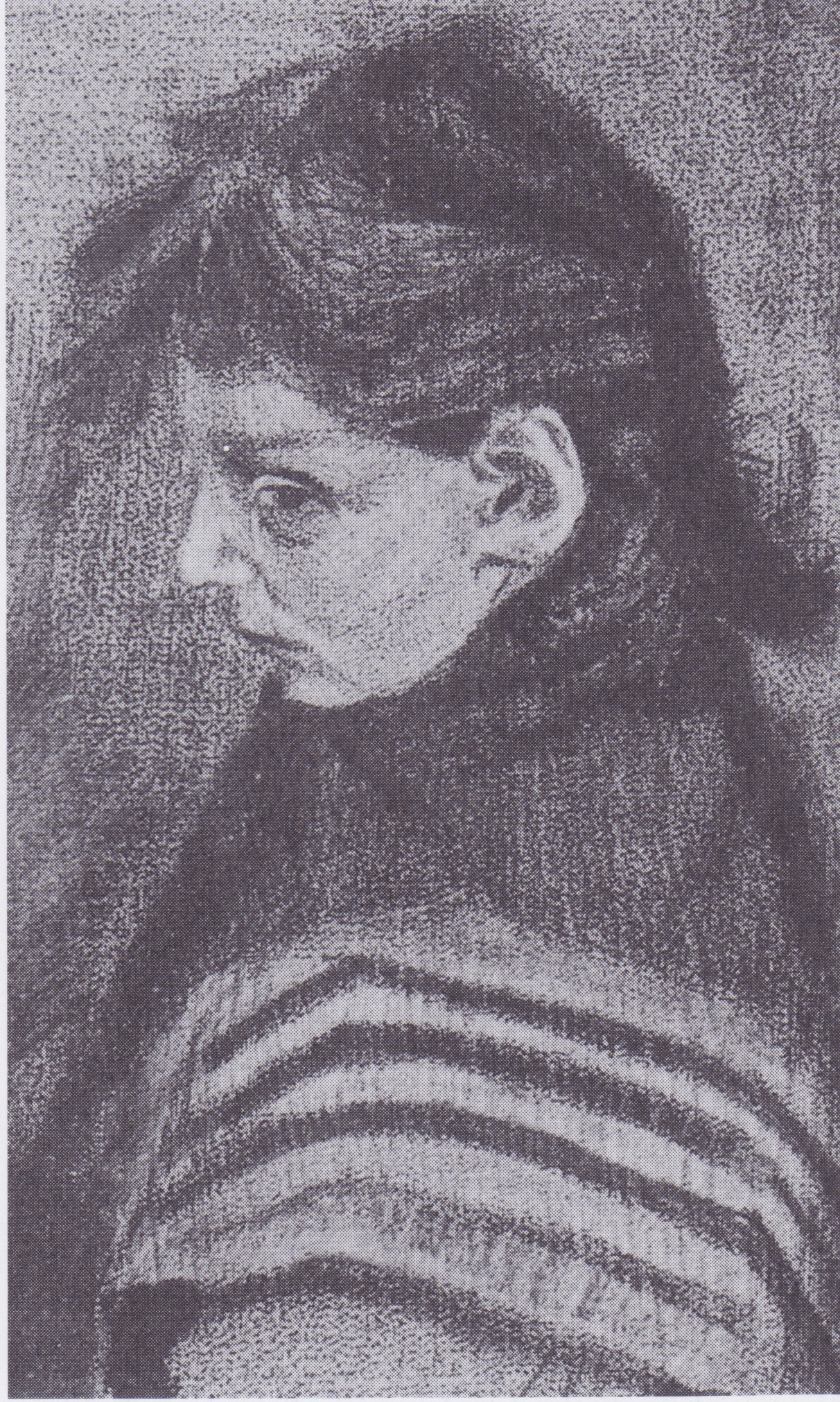
1883, موزه کرولر-مولر(F1007)
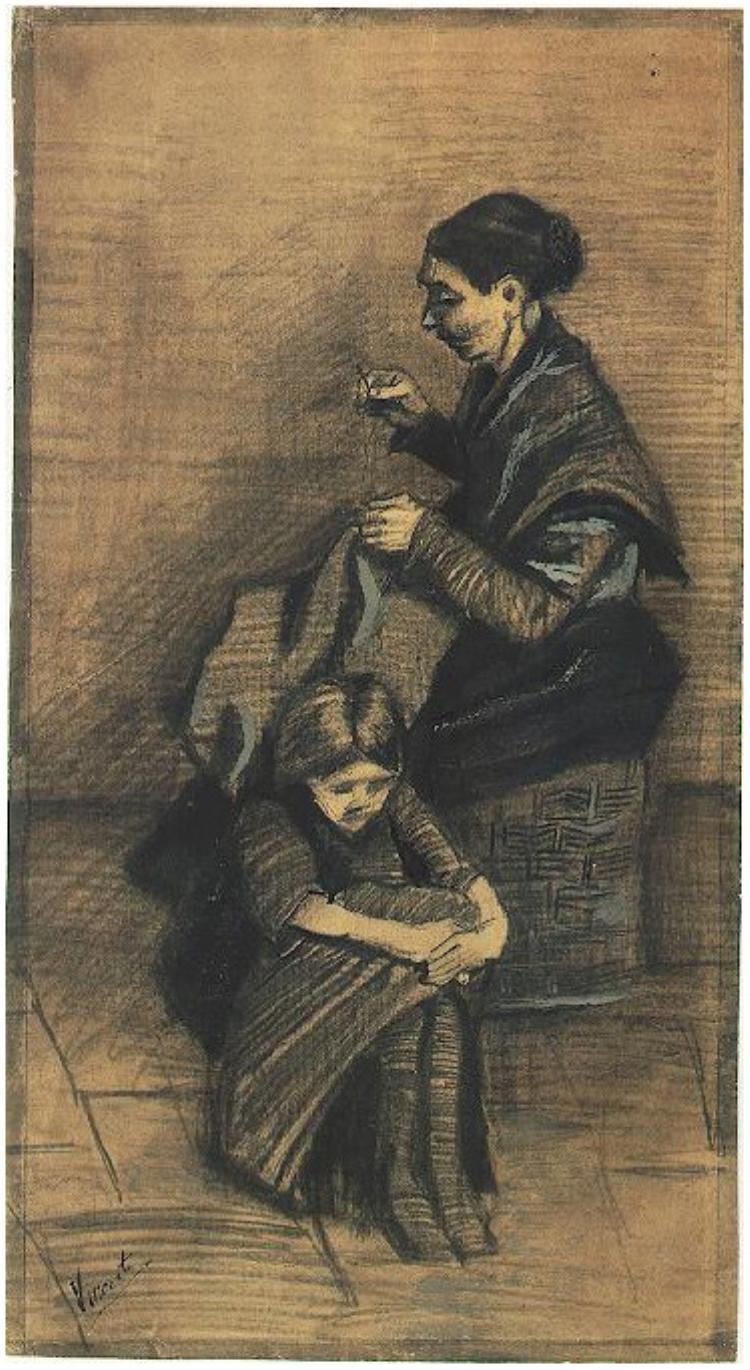
1883, موزه ون گوگ(F1072, JH341)

### مادر سین

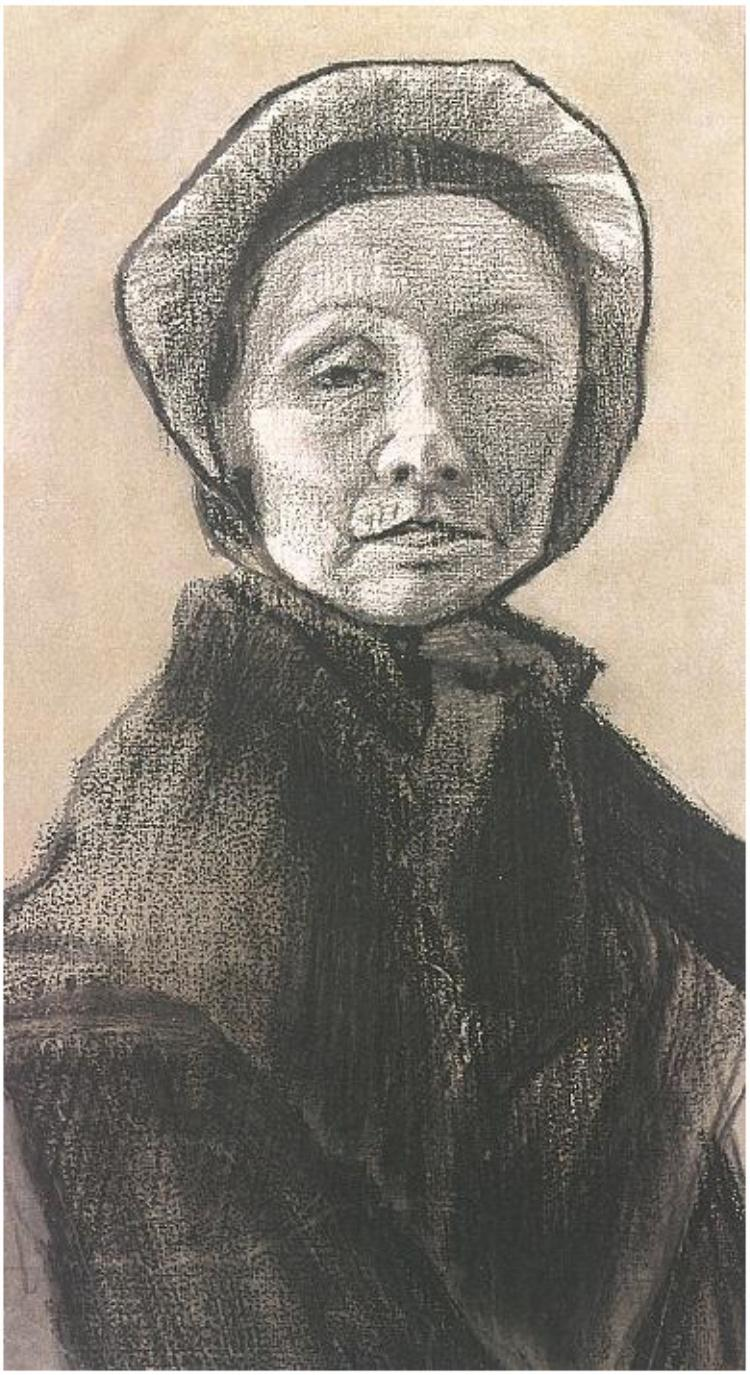
۱۸۸۲ (F1057)
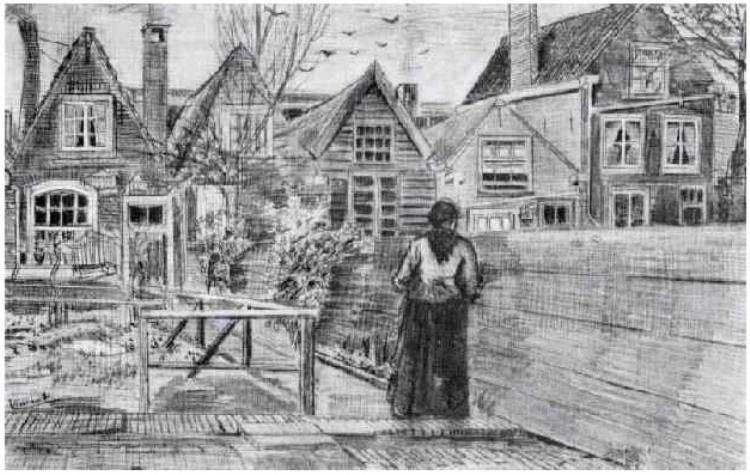
۱۸۸۲ (F941)
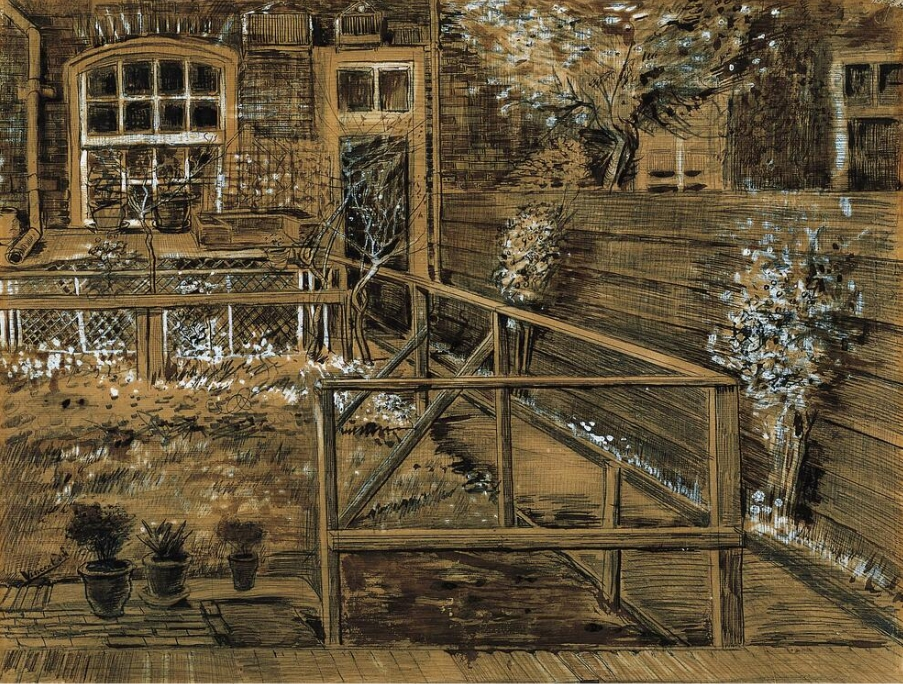
۱۸۸۲ (F942)